# Emeus crassus
El moa oriental (Emeus crassus) es una especie extinta de moa que era endémica de Nueva Zelanda.

## Taxonomía
Cuando los primeros especímenes fueron descritos originalmente por Richard Owen en 1846, fueron colocados dentro del género Dinornis como tres especies diferentes. Estos restos luego se dividirían en su propio género, Emeus. Las otras dos especies, E. casuarinus y E. huttonii se consideran actualmente sinónimos menores de E. crassus, y el género actualmente contiene esta única especie. Se ha sospechado durante mucho tiempo que las "especies" descritas como Emeus huttonii y E. crassus eran machos y hembras, respectivamente, de una sola especie. Esto ha sido confirmado por el análisis de marcadores genéticos específicos del sexo del ADN extraído de material óseo; las hembras de E. crassus eran 15-25% más grandes que los machos. Este fenómeno —dimorfismo sexual— no es infrecuente entre las ratitae, siendo también muy pronunciado en el kiwi y el género relacionado de moa, Dinornis.

## Descripción
Emeus era de tamaño medio, medía 1,5 a 1,8 metros (4,9 a 5,9 pies) de alto y su peso era de 36 a 79 kg. Al igual que otros moas, no tenía huesos vestigiales en las alas, plumas similares a pelos (de color beige en este caso), un cuello largo y patas grandes y poderosas con tarsos muy cortos y fuertes. Su tarsometatarso estaba restringido en movimiento al plano parasagital, una condición muy similar a la de la mayoría de las otras ratites. También tenía un esternón sin quilla y un paladar distintivo.
Emeus tenía una musculatura pélvica mal adaptada para la cursorialidad. Sus pies eran excepcionalmente anchos en comparación con otros moas, lo que lo convertía en una criatura muy lenta. Se han encontrado partes blandas de su cuerpo, como anillos traqueales (cartílago) o restos de piel en forma de especímenes momificados, así como huesos individuales y esqueletos completos. A medida que se acercaban a la cabeza, las plumas se acortaban, hasta que finalmente se convertían en plumas gruesas similares a pelos. La cabeza misma probablemente era calva.

## Distribución y hábitat

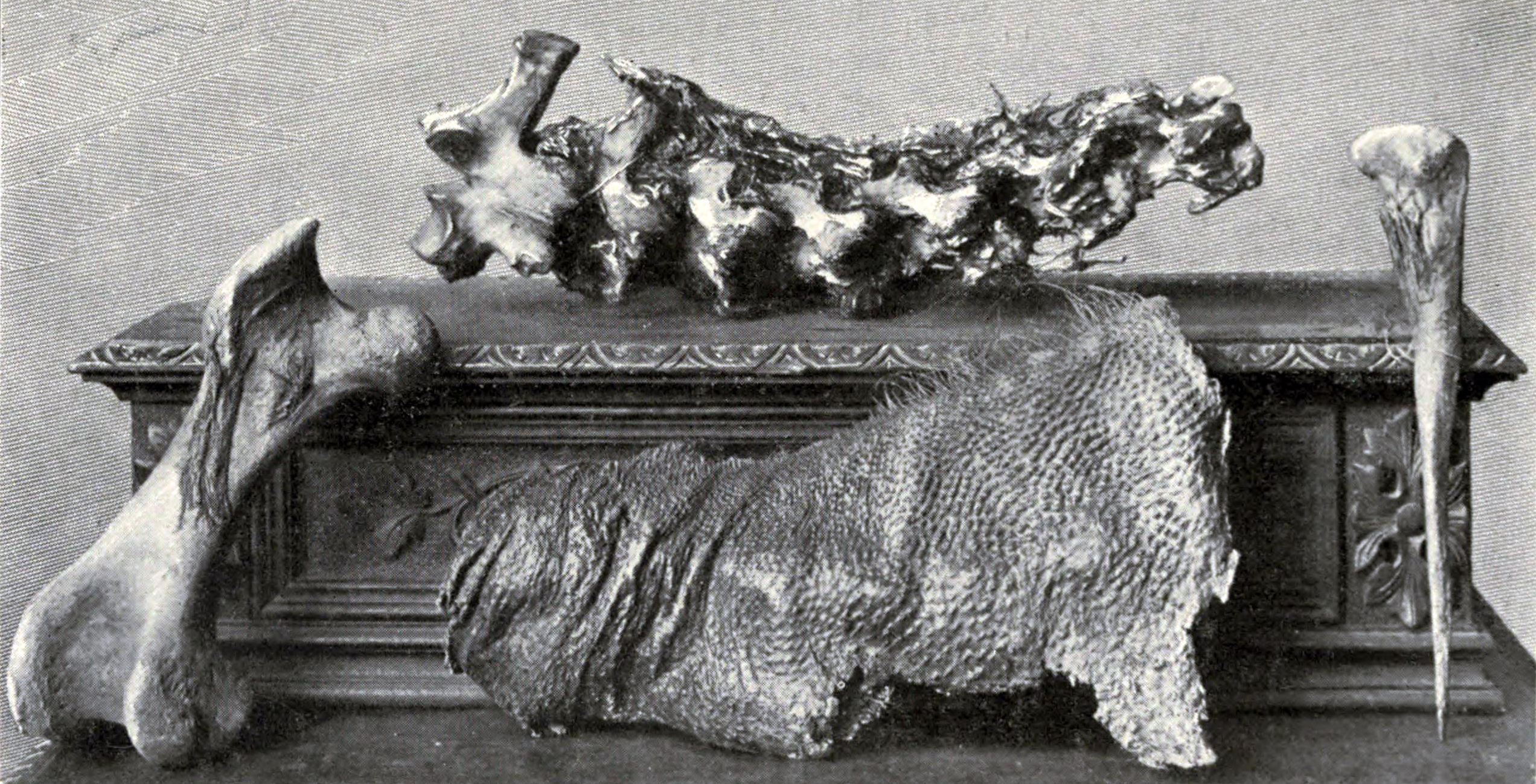
Huesos del cuello y las piernas con tejido blando

El moa oriental vivía únicamente en la Isla Sur de Nueva Zelanda, habitando hábitats de tierras bajas como bosques, praderas, dunas y matorrales. Durante el Último Máximo Glacial, estuvo confinado a un único refugio glacial, desde el cual expandió su área de distribución durante el Holoceno. Los humanos (específicamente los maoríes, quienes llamaban a los animales "moa mōmona") cazaron al Emeus hasta su extinción con relativa facilidad.
E. crassus fue la segunda especie más común encontrada en el yacimiento de Wairau Bar en Marlborough, donde se hallaron los restos de más de 4000 moas devorados. La especie se extinguió alrededor del año 1400.